# Adam and Eve
Adam and Eve è il quarto album realizzato dalla band inglese dei Catherine Wheel. Uscito nel 1997, l'album raggiunse l'undicesima posizione nella Top Heatseekers di Billboard e la 178ª nella Billboard 200. È il primo album del gruppo a venir distribuito anche in Italia grazie al discreto successo dei tre singoli Broken Nose, Ma solituda e Delicious.

## Tracce
1. Intro – 1:23
2. Future Boy – 5:15
3. Delicious – 5:10
4. Broken Nose – 5:20
5. Phantom of the American Mother – 5:43
6. Ma Solituda – 5:12
7. Satellite – 5:14
8. Thunderbird – 6:39
9. Here Comes the Fat Controller – 5:31
10. Goodbye – 7:02
11. For Dreaming – 7:15
12. Outro – 3:00

## Formazione
- Rob Dickinson: cantante/chitarrista
- Brian Futter: chitarrista
- Dave Hawes: bassista
- Neil Sims: batterista

## Altri musicisti
- Martin Ditcham — percussioni
- Tim Friese-Greene — organo, piano
- Pete Whittaker — organo, piano
- Audrey Riley — violoncello, arrangiamenti d'archi